# Carrer de l'Església (Olivella)
El Carrer de l'Església és una obra d'Olivella (Garraf) protegida com a Bé Cultural d'Interès Local.

## Descripció
Carrer darrere de l'església de Sant Pere i Sant Feliu, al punt més alt d'Olivella. Està format per cases mitgeres de planta baixa i un pis amb façanes de pedra. Darrere les cases hi trobem un petit pati. El llenguatge és popular. Interior amb embigat de fusta. Han estat restaurades a l'últim quart del segle xx.

## Història
El creixement demogràfic de la primera meitat del segle xvii, al qual no fou aliena la immigració francesa, feu que el 1625 la parròquia de Sant Pere i Sant Feliu fou traslladada al solar del Castell Nou que serví de nucli a la formació de l'actual poble d'Olivella.